# Albatros de La Grande Motte
Pour les articles homonymes, voir Albatros.

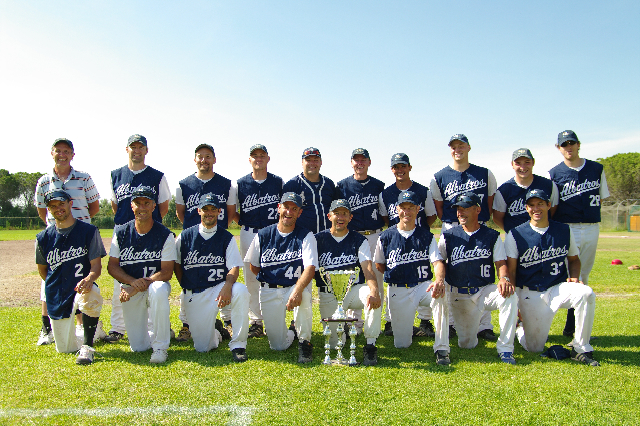
Équipe Sénior

Les Albatros de La Grande Motte est un club français de baseball basé à La Grande-Motte (Hérault). Comptant dans ses rangs plusieurs anciens joueurs de l'équipe de France, le club fondé en 1996 enchaîne les performances depuis quelques années.
Régulièrement présent aux Championnats de France de Nationale 2, il décroche le titre en 2009, 1er sacre national, en battant en finale les French Cubs de Chartres.
Le club s'est axé sur la formation des jeunes avec l'ouverture d'une école de baseball proposant des séances deux fois par semaine, une démarche qui rencontre un certain succès et qui permet aux Albatros d'approcher la barre des 50 licenciés.

## Structure
Les matchs se jouent au Parc des Sports de La Grande Motte.
Le bureau de l'association a été élu en décembre 2008 pour une durée de 4 ans. Il se compose d'Eric Hervé (Président), Benjamin Bernadé (Trésorier) et de Geneviève Le Pichon (Secrétaire).

## Palmarès
- Champion de France Cadet en 1998 et Junior en 2001
- Vice-champion de France de Nationale 2 en 2006.
- Champion senior 2006, 2007, 2008, 2009, 2010, 2011 en Languedoc-Roussillon.
- Champion de France de Nationale 2 2009[2].

## Effectif
- Manager : Guillaume Felices
- Joueurs : Barthélemy Arnaud, Baud Sébastien, Benhamida Lacène, Bernadé Benjamin, Bontemps Christophe, Cardoso Angel, Clergue Alain, Ducastel Nicolas, Hervé Sébastien, Lefevre Jérémy, Leroy Thomas, Lesfargues Stephen, Malarme Guillaume, Merle David, Rakotomalala Laurent, Raynaud Frédéric, Santos Luis, Sturtzer Damien, Poirot Arnaud, Van de Wijgert Lars.
- Effectif DH 2014 : Amadori Simon, Baeta Thomas, Benhamida Lahcène, Bernadé Benjamin, Bontemps Christophe, Cador Cyril, Cardoso Angel, Carrion Rider, Chambon Vincent, Clerc Romain, Clergue Alain, Felices Guillaume, Houle Steve, Laroze Alexandre, Lefèvre Jérémy, Poirot Arnaud, Rodriguez Ghislain, Rodriguez Mathieu, Santos Luis.

C'est une équipe cosmopolite qui compte dans ses rangs deux joueurs d'origine cubaine et un Néerlandais.